# Арманд, Евгений Иванович
Евгений Иванович Арманд (1809—1890) — московский фабрикант, купец 1-й гильдии, мануфактур-советник. Стал первым фабрикантом на территории села Пушкино Московской губернии — он основал там две фабрики в середине XIX века. Император наградил Евгения Ивановича Арманда званием «Почётного гражданина Российской империи».

## Биография
Поль Арман (род. 1762) после революции переехал из Франции в Россию. Жил в Москве, в доме полковника Толбухина на Кузнецком мосту. Осуществлял торговлю модными товарами. У Поля Армана в 1786 году родился сын Жан-Луи. Жан Луи Арманд вместе с женой и детьми также проживали в Москве в доме полковника Толбухина. В 1809 году у Жана-Луи родился сын Луи-Эжен, которого на русский манер называли Евгений Иванович. По состоянию на 1811 год Поль Арман и Жан-Луи Арман были купцами 3-й гильдии. В августе 1812 года по распоряжению Растопчина Жана-Луи и некоторых других французов депортировали в Нижний Новгород. В 1813 году Жан-Луи относился уже к мещанскому сословию. В 1814 году он смог вернуться в Москву. В 1816 году вновь стал купцом. По состоянию на 1850 год был купцом 3-й гильдии.
Евгений Иванович Арманд и его жена Мария Францевна (в девичестве — Пашковская) поселились в Пушкино около 1854 года. Евгений Иванович основал в Пушкино две ткацкие фабрики. Фабрикант построил новые каменные корпуса и обеспечил предприятия современным оборудованием. Основал Товарищество «Евгений Арманд с сыновьями». На фабриках Арманда работало около двух с половиной тысяч человек. Евгений Иванович проложил шоссейные дороги, которые вели к рабочему посёлку вокруг фабрики. Для рабочих он строил общежития, для мастеров отдельное здание под названием «Дом мастеров». Ткани, выпускаемые на фабриках Армандов, пользовались большим спросом на территории Российской империи.
У Евгения Ивановича Арманда было трое сыновей: Евгений Евгеньевич Арманд (1840), Адольф Евгеньевич Арманд (1841) и Эмиль Евгеньевич Арманд (1846). Дети вначале учились в московских гимназиях, затем получили высшее образование за границей. У Евгения Евгеньевича Арманда был сын Андрей. Когда Андрей Евгеньевич умер, его отец открыл больницу при фабрике в память о своем сыне. В больнице могли получить помощь как работники фабрики, так и жители Пушкина и других сёл. Больница носила название Андреевской. Работники фабрики и их семьи могли получать здесь бесплатную помощь.
Отец Евгения Иванович Жан-Луи умер в 1855 году.
В 1875 году Арманды получили разрешение на строительство богадельни для престарелых фабричных рабочих неподалеку от Никольской церкви.
Евгений Иванович Арманд умер 23 мая 1890 году. В некрологе в газете «Московский листок» было сказано, что он умер после тяжелой болезни.
Его жена Мария Францевна умерла 5 июля 1901 года.